# Edna Molewa
Bomo Edna Molewa, née le 23 mars 1957 à Warm Baths (province du Transvaal) en Afrique du Sud et morte le 22 septembre 2018 à Pretoria dans le même pays est une femme politique sud-africaine.
Elle est membre du congrès national africain (ANC), membre du parlement (1994-1996 et 2009-2018), membre du gouvernement provincial du Nord-Ouest  (1996-2004), Premier ministre de la province du Nord-Ouest (2006-2009), ministre du développement social (2009-2010), ministre de l'environnement et de l'eau (2009-2014) et  ministre des affaires environnementales du 25 mai 2014 jusqu'à sa mort.

## Biographie

### Études
Edna Molewa est titulaire d'un diplôme en communication de l'université d'Afrique du Sud et d'un diplôme en économie de la Wharton Business School.

### Vie active et politique
Enseignante (1976-1981), Edna Molewa est militante politique anti-apartheid dans le northern Transvaal. De 1976 à 1990, elle est présidente pour Warm Baths de la section locale de la South African Commercial, Catering and Allied Workers Union (SACCAWU) avant d'en devenir la vice-présidente nationale (1987-1993). Elle est aussi membre du comité régional exécutif du Congress of South African Trade Union (COSATU) au Northern Transvaal (1987-1989).
Edna Molewa est vice-présidente de la ligue des femmes de l'ANC pour la section de Garankuwa (1992-1994) avant d'être élu au parlement lors des élections générales sud-africaines de 1994 et de prendre la présidence de la commission parlementaire sur le commerce et l'industrie. 
Elle est ensuite membre du conseil exécutif (gouvernement provincial) de la province du Nord-Ouest responsable successivement pour le tourisme, l'environnement et la conservation (1996-1998), le développement économique et le tourisme (1998-2000), l'agriculture, la conservation et l'environnement (2000-2004). 
Trésorière de l'ANC pour la province du Nord-Ouest (2002-2005), elle devient premier ministre de la province du Nord-Ouest en avril 2004, fonction qu'elle exerce pendant un mandat entier jusqu'en 2009. Elle préside parallèlement l'ANC de la province du Nord-Ouest (mai 2005-mai 2008) ainsi que la ligue des femmes de l'ANC de cette province. 
En 2009, elle entre dans le gouvernement Zuma en tant que ministre du développement social. Le 31 octobre 2010, elle reprend le ministère de l'eau et de l'environnement. 
En 2014, elle est confirmée au ministère de l'environnement alors que les affaires de l'eau sont transférées à un ministère autonome.